# Arthur Chichester (1er comte de Donegall)
Pour les articles homonymes, voir Arthur Chichester.
Arthur Chichester, 1er comte de Donegall (16 juin 1606 - 18 mars 1675) est un pair et soldat irlandais.

## Biographie
Il est le fils aîné et héritier d'Edward Chichester (1er vicomte Chichester) d'Eggesford, Devon, et de sa première épouse Anne Copleston, héritière d'Eggesford. 
Il fait carrière comme soldat avant d'être élu à la Chambre des communes irlandaise comme député d'Antrim en 1634 et de nouveau en 1640. S'étant distingué en contribuant à réprimer la rébellion qui a lieu à Ulster en 1641, il est admis au Conseil privé d'Irlande en 1643. C'est sur les conseils de James Butler (1er duc d'Ormonde), Lord lieutenant d'Irlande, qu'en 1647, il est créé comte de Donegall dans la pairie d'Irlande. Le comté est créé avec un reste spécial aux héritiers masculins de son père, auquel il succède un an plus tard comme 2e vicomte Chichester et gouverneur de Carrickfergus à vie. Il prend son siège à la Chambre des lords irlandaise en 1661. En 1668, il dote un cours de mathématiques au Trinity College de Dublin d'une rente de 30 livres, lequel cours survit sous forme de conférence publique annuelle à la School of Mathematics de Trinity College. 

## Mariages et descendance
Il se marie trois fois: 
- Tout d'abord à Dorcas Hill (1607-1630), une fille de John Hill of Honiley, Warwickshire avec qui il a une fille, Mary Chichester, épouse de John St Leger et mère d'Arthur St Leger (1er vicomte Doneraile) (décédé en 1727).
- En deuxièmes noces à Mary Digby (décédée en 1648), fille de John Digby, 1er comte de Bristol par laquelle il a huit enfants, tous morts jeunes.
- En troisièmes noces, en 1651, il épouse Letitia Hicks, fille de William Hicks, 1er baronnet, avec qui il a un fils et une fille, et quatre autres filles décédées jeunes: 
  - William Chichester
  - Anne Chichester (décédée en 1697) qui épouse John Butler, 1er comte de Gowran et se remarie à Francis Aungier (1er comte de Longford) (en).

Lord Donegall est décédé après une courte maladie à Belfast en 1675 et est enterré dans l'église St Nicholas, Carrickfergus. 
Tous ses fils étant décédés jeunes, le comté passe sous le reste à son neveu Arthur Chichester.